# Klasa okręgowa (grupa wałbrzyska)
Klasa okręgowa, grupa wałbrzyska – jedna z 4 grup klasy okręgowej na terenie województwa dolnośląskiego, która jest rozgrywkami szóstego poziomu ligowego piłki nożnej mężczyzn w Polsce, stanowiąca pośredni szczebel rozgrywkowy między IV ligą a Klasą A.
Zmagania w jej ramach toczą się cyklicznie systemem kołowym. Zwycięzcy grupy uzyskują awans do IV ligi, gr. dolnośląskiej zaś najsłabsze zespoły relegowane są do poszczególnych grup klasy A. Organizatorem rozgrywek jest Dolnośląski Związek Piłki Nożnej (Dolnośląski ZPN).

## Zwycięzcy i drużyny awansujące
| Sezon                                                                                    | Zwycięzca grupy            | Pozostałe drużyny awansujące              | Źródło      |
| ---------------------------------------------------------------------------------------- | -------------------------- | ----------------------------------------- | ----------- |
| 2024/2025                                                                                | Górnik Wałbrzych           | AKS Strzegom                              | [ 1 ]       |
| 2023/2024                                                                                | Orzeł Ząbkowice Śląskie    | Bielawianka Bielawa                       | [ 2 ]       |
| 2022/2023                                                                                | Zdrój Jedlina Zdrój        | Górnik Nowe Miasto Wałbrzych              | [ 3 ]       |
| Od sezonu 2022/2023 drużyny awansują do IV ligi, gr. dolnośląskiej                       |                            |                                           |             |
| 2021/2022                                                                                | Górnik Wałbrzych           | Skałki Stolec, Zamek Kamieniec Ząbkowicki | [ 4 ]       |
| 2020/2021                                                                                | Słowianin Wolibórz         | Granit Roztoka                            | [ 5 ]       |
| 2019/2020                                                                                | Nysa Kłodzko               | Orzeł Lubawka                             | [ 6 ]       |
| 2018/2019                                                                                | Pogoń Pieszyce             | LKS Bystrzyca Górna                       | [ 7 ]       |
| 2017/2018                                                                                | Piast Nowa Ruda            | Zjednoczeni Żarów                         | [ 8 ]       |
| 2016/2017                                                                                | Nysa Kłodzko               | Górnik Boguszów-Gorce                     | [ 9 ]       |
| 2015/2016                                                                                | Victoria Świebodzice       | Unia Bardo, Karolina Jaworzyna Śląska     | [ 10 ]      |
| W sezonach 2015/2016-2021/2022 drużyny awansowały do IV ligi, gr. dolnośląskiej (wschód) |                            |                                           |             |
| 2014/2015                                                                                | Piast Nowa Ruda            | brak                                      | [ 11 ]      |
| 2013/2014                                                                                | Zjednoczeni Żarów          | brak                                      | [ 12 ]      |
| 2012/2013                                                                                | MKS Szczawno Zdrój         | brak                                      | [ 13 ]      |
| 2011/2012                                                                                | Nysa Kłodzko               | Piast Nowa Ruda                           | [ 14 ]      |
| 2010/2011                                                                                | AKS Strzegom               | brak                                      | [ 15 ]      |
| 2009/2010                                                                                | Bielawianka Bielawa        | brak                                      | [ 16 ]      |
| 2008/2009                                                                                | Polonia/Sparta II Świdnica | Nysa Kłodzko                              | [ 17 ]      |
| 2007/2008                                                                                | Victoria Świebodzice       | MKS Szczawno Zdrój                        | [ 18 ]      |
| 2006/2007                                                                                | Lechia Dzierżoniów         | brak                                      | [ 19 ]      |
| 2005/2006                                                                                | Sparta Ziębice             | brak                                      | [ 20 ]      |
| 2004/2005                                                                                | AKS Strzegom               | brak                                      | [ 21 ]      |
| 2003/2004                                                                                | Górnik/Zagłębie Wałbrzych  | brak                                      | [ 22 ]      |
| 2002/2003                                                                                | Piast Nowa Ruda            | brak                                      | [ 23 ]      |
| 2001/2002                                                                                | brak danych                | brak danych                               | brak danych |
| 2000/2001                                                                                | Piast Nowa Ruda            | brak                                      | [ 24 ]      |
| W sezonach 2000/2001-2014/2015 drużyny awansowały do IV ligi, gr. dolnośląskiej          |                            |                                           |             |